# الساندرو سسکا
الساندرو سسکا (انگلیسی: Alessandro Cesca؛ زادهٔ ۱ دسامبر ۱۹۸۰) بازیکن فوتبال اهل ایتالیا است.
از باشگاه‌هایی که در آن بازی کرده‌است می‌توان به باشگاه فوتبال آ.ث. میلان و باشگاه فوتبال کارپی اشاره کرد.
وی همچنین در تیم ملی فوتبال زیر ۱۷ سال ایتالیا بازی کرده‌است.